# Chinook (grup humà)
Els chinook són una tribu índia que parla un idioma aïllat de les llengües ameríndies, el nom de la qual prové del chehalis tsinuk "cap rodó". Es dividien en nombroses subtribus, les principals de les quals eren:
- Chilluckkittequaw, extinta (eren 2.200 el 1806 a Oregon).
- Cathlapole, extinta (eren 900 el 1806 a Oregon).
- Clackamas, només en restaven 5 a Oregon el 1920.
- Skillot, només en restaven 200 el 1850 a Oregon.
- Wattelea, se sap que eren 1.400 el 1812 a Oregon.
- Clatsop, la seva llengua era parlada per 26 individus el 1910.
- Multomah, la seva llengua potser tenia 800 parlants el 1806. Se subdividia en els grups cathlacomatup, cathlacumup, claninnata, multomah, cathlanaquiah, clannaquah, kathlaminiwin, nechacokee, shoto i nemalquinnees.
- Upper Chinook, que es dividia en dues tribus: wasco (parlada per 10 persones el 1962 a Oregon), i wishram (amb menys de 10 parlants el mateix any a Oregon i Washington).
- Clowwewalla, només n'hi havia 13 el 1851 a Oregon.
- Kathlamet, tenia 58 individus a Oregon el 1849.
- Wakanisisi, la parla es va extingir el 1910 (tenia menys de 100 parlants el 1849).
- Waika'nom, extinta el 1850.

## Localització

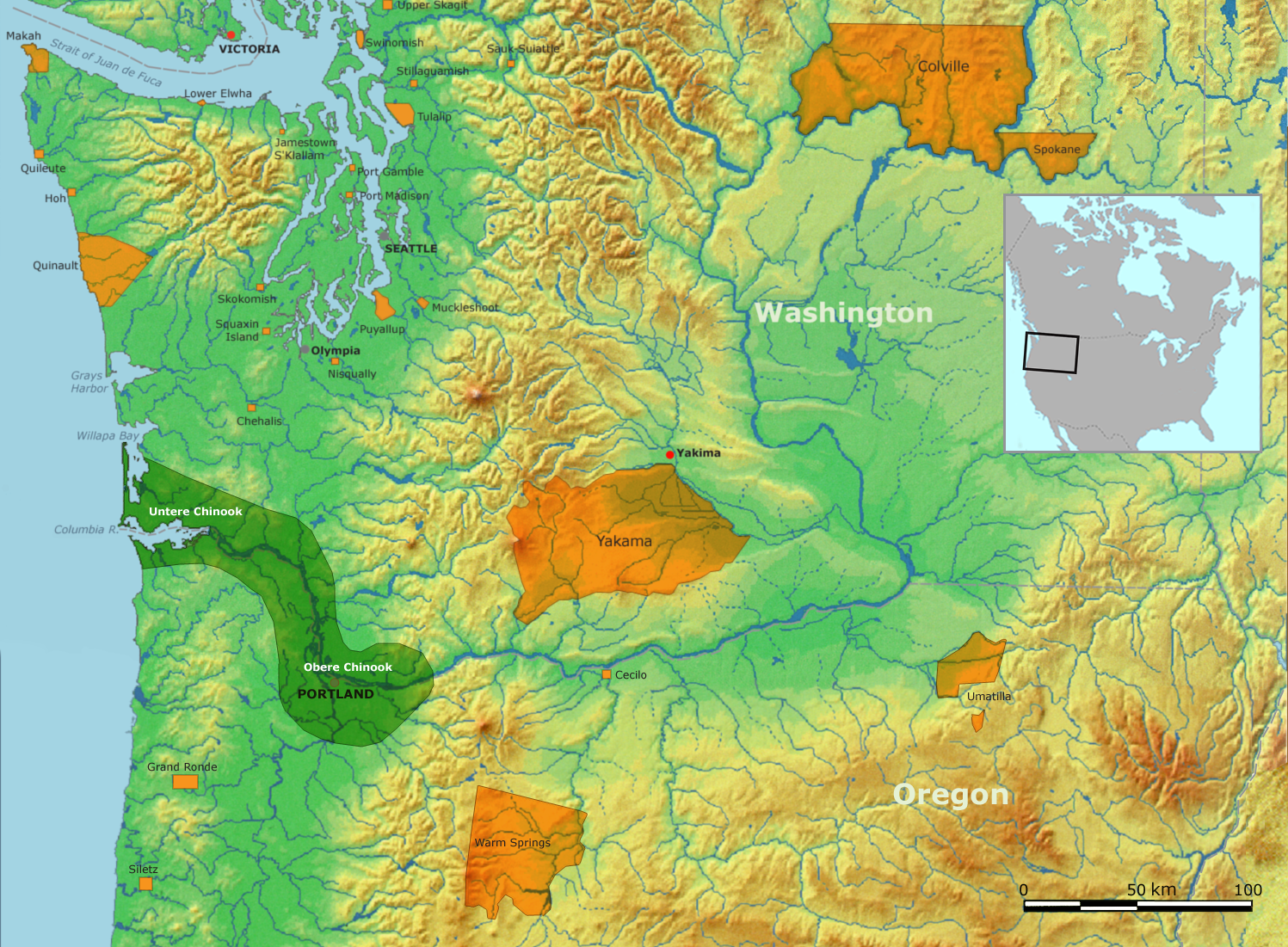
Territori chinook

Vivien als marges dels rius Columbia i Dalles (Washington). Actualment viuen a Washington i són dividits en tres grups:
- Els Wahkiakum, a la reserva Quinaelt, que el 1974 guanyaren el dret a ser considerats com a reserva.
- La Chinook Indian Tribe, reconeguda el 1955.
- La reserva de Shoalwater Bay, reconeguda finalment com a reserva federal el 1979.

## Demografia
Es calcula que vers el 1805 eren uns 16.000 indis, però cap al 1850 havien estat reduïts a 200 individus a causa de les fortes epidèmies. Augmentaren a 900 el 1910. El 1990 eren uns 1.700 individus. Pel que fa a la chinook jargon, només era parlada per un màxim d'un centenar persones a Oregon el 1962. Segons el cens dels Estats Units del 2000 hi havia enregistrats 1.689 chinook.

## Costums

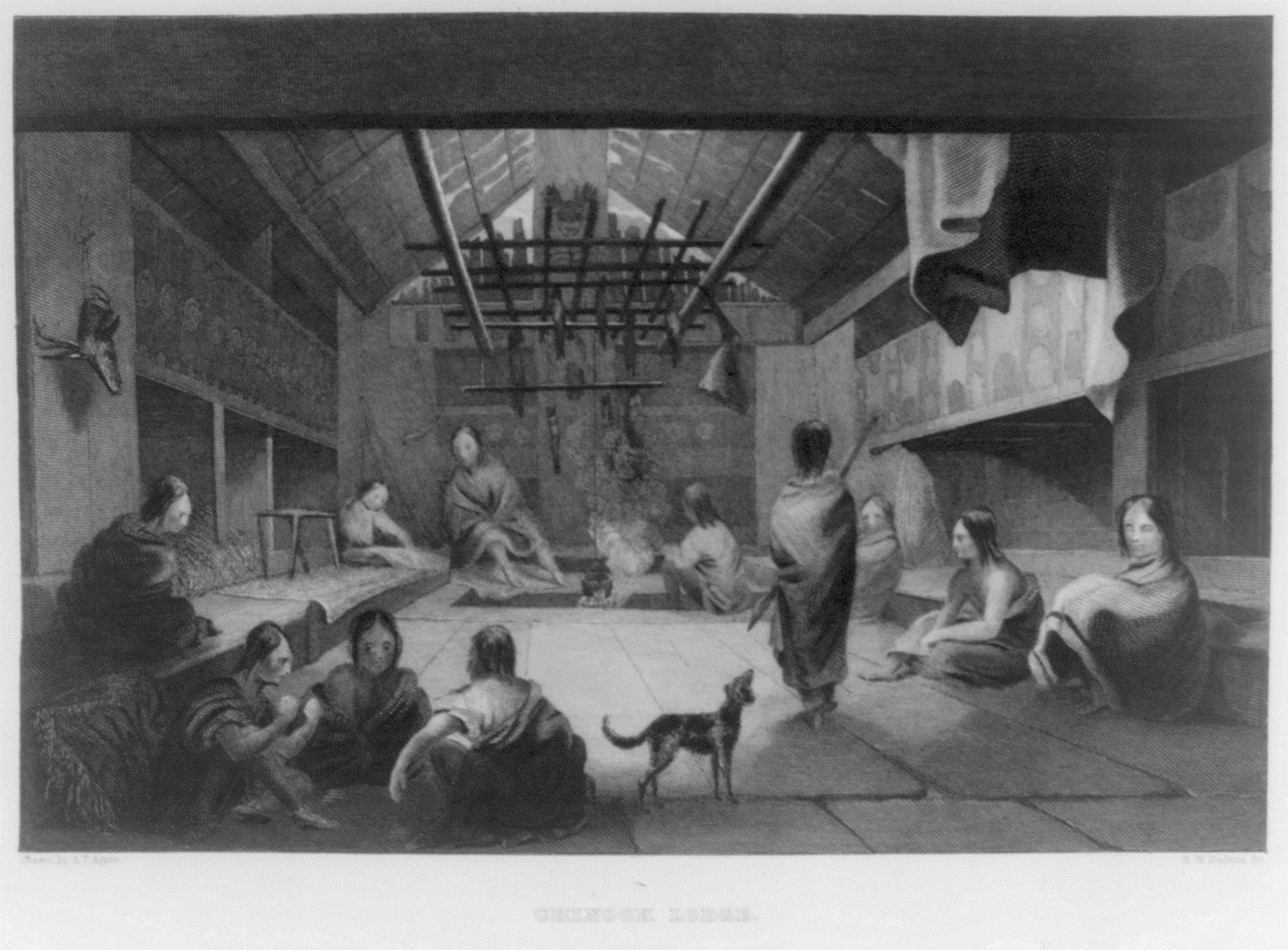
Interior d'una casa chinook, 1850

Eren dividits en grups locals dirigits per un capitost, tots ells parents. La religió es basava en el ritu del salmó i el seu recorregut des que naixia fins que moria, així com el seu esperit individual.
Vivien en cabanes, que eren de fusta, llargues i fetes amb planxes, també d'ús comunal per a diverses famílies. També feien canoes llargues per als transports, com els tlingit, nootka i kwakiutl, així com elms i cuirasses de planxes de fusta, arcs i escuts rodons.
Vivien de la pesca del salmó i de recollir fruita, i caçaven amb arcs de cordes fetes amb nervis tensats d'animals, la qual cosa augmentava el seu poder i punteria. També eren coneguts com a comerciants que tenien bones connexions amb els pobles de les planures.
La seva situació geogràfica facilitava la connexió entre els indis de la costa i de l'interior; comerciaven amb peix sec, esclaus de Califòrnia, canoes nootka i cloïsses dentades a canvi d'armes, ganivets, teixits, alcohol, farina i abaloris. D'aquesta manera, donaren nom a una parla comercial o pidgin format per l'anglès amb elements de francès, chinook i nootka, anomenada chinook jargon.
També tenien el costum de deformar-se el cap de ben petits, cosa que feien per pressió lligant-se una taula plana al front, i consideraven una dissort no tenir el cap pla. Com els altres tribus del nord-oest, també practicaven el potlacht (en chinook, "donar") o festes amb regals, i l'esclavatge, però no aixecaven tòtems.
Llurs rituals es basaven en la recerca individual d'un esperit convidat, és l'obligació de tot home o dona l'adquisició d'esperits guardians que els a judin a caçar, curar o que els donin poders. Les cerimònies amb cants eren esdeveniments públics.

## Història
Creien que l'Home Vell Vent(?) del sud s'establí al seu territori amb la seva esposa la Dona Gegant, i que d'ells descendeixen tots els chinook. Anomenen els blancs suyapee ("cara" al revés). Allò que es coneix d'ells prové dels records dels trampejadors i dels indis veïns.
El primer europeu que els visità fou el britànic Robert Gray, en el vaixell Columbia, l'11 de maig del 1792, mentre que a l'octubre ho va fer James Baker i el 1795 Charles Bishop. Aleshores reconegueren com a cap el Clatsop Comcomly, que vivia a Chinook Valley.
El novembre del 1805 foren visitats pels nord-americans Lewis i Clark a la vall del Colúmbia, i ja eren coneguts com a intermediaris entre els blancs i les tribus de l'interior. Hi fundaren Fort Clatsop i oferiren una medalla del congrés al cap Comcomly en senyal d'amistat.
El 1810 Comcomly va permetre l'establiment de blancs a Fort Astoria, alhora que adoptaren com a membres de la tribu 25 hawaians, coneguts com a owhyhees. Però el 1812 patiren una epidèmia de verola, alhora que la filla del cap, Ilchee, es casà amb McDougal, capità de Fort Astoria.
El 1818 foren novament visitats per una delegació dels EUA, i el 1825 patiren una nova epidèmia, que provocà la mort dels dos fills de Comcomly, Selechel i Duke of Clarence, i una guerra amb els cowlitz. Cap al 1830-1834 una nova epidèmia provocà la mort dels dos terços de la tribu. Els clatsop, amb el seu cap Kotata, s'aixoplugaren a Point Adams. Comcomly va morir el 1835, però el seu cap fou separat del cos i no fou enterrat amb tots els honors fins al 1972.
El 1840 van rebre la missió cristiana del pare Lionnet. Cap al 1850 foren molt delmats per les epidèmies i decidiren de barrejar-se amb els chehalis, tribu que vivia més al Nord del seu territori.
Així, quan el 1853 fou creat el Territori de Washington només restaven 126 chinook, i 70 més amb els chehalis, i el seu cap Narchotta va rebre béns i diners per tal de garantir la supervivència del grup. El 1855 s'arribaria a un acord amb els clatsop, de resultes del qual fou creada el 1866 la Reserva de Shoalwater Bay, amb 30 o 40 famílies. El 1867 el p. Moriel va crear el diari Kamloops Wawa, en llengües chinook.
El 1880 van establir-hi fusteries, i vers el 1887 se'ls aplicà l’Allotment Act com a la resta de tribus índies.
El 1912 els chinook van rebre 2.000 $ en compensació per terres arrabassades, i uns 7.000 més els kathlamet. Però el 1927 només vivien tres famílies a la reserva, a les quals se n'uniren vuit més el 1930, i es dedicaven a la pesca. El darrer cap de la reserva fou George Charley, mort el 1935.
El 1951 foren retribuïts amb 30 milions de dòlars per la pèrdua de 762.000 acres, però reclamen la propietat del Docket 234. El dirigent John G. Elliot organitzà la Chinook Nation i Myrtle Woodcock fou nomenat cap de la reserva. Elegiren un govern tribal que nomenà president Roland Charley i Lewis Hawkes vicepresident, però el 1971 només reberen 49.000 $. Amb aquests diners el 1979 van fundar el Chinook Heritage Project. Per altra banda, el 1970 s'integraren als Small Tribes Organisation of West Washington.